# 上神梅駅
上神梅駅（かみかんばいえき）は、群馬県みどり市大間々町上神梅にある、わたらせ渓谷鐵道わたらせ渓谷線の駅である。駅番号はWK06。

## 歴史
- 1912年（大正元年）9月5日：足尾鉄道の大間々駅 - 神土駅（現在の神戸駅）間開通に伴い[1]、駅開業[1]。
- 1918年（大正7年）6月1日：国有化され、足尾線の駅となる[1]。
- 1960年（昭和35年）12月15日：貨物営業を廃止[1]。
- 1970年（昭和45年）10月1日：荷物扱い廃止[3]。無人駅となる[4]。
- 1987年（昭和62年）4月1日：国鉄分割民営化に伴い、東日本旅客鉄道（JR東日本）の駅となる[1]。
- 1989年（平成元年）3月29日：JR足尾線の第三セクター鉄道化により、わたらせ渓谷鐵道の駅となる[1]。
- 2008年（平成20年）7月8日：駅舎およびプラットホームが国の登録有形文化財として登録される（官報告示は7月23日）[2][5]。
- 2016年（平成28年）9月22日：駅本屋が土木学会選奨土木遺産の「わたらせ渓谷鐵道関連施設群」として認定される[6][7][8]。

## 駅構造

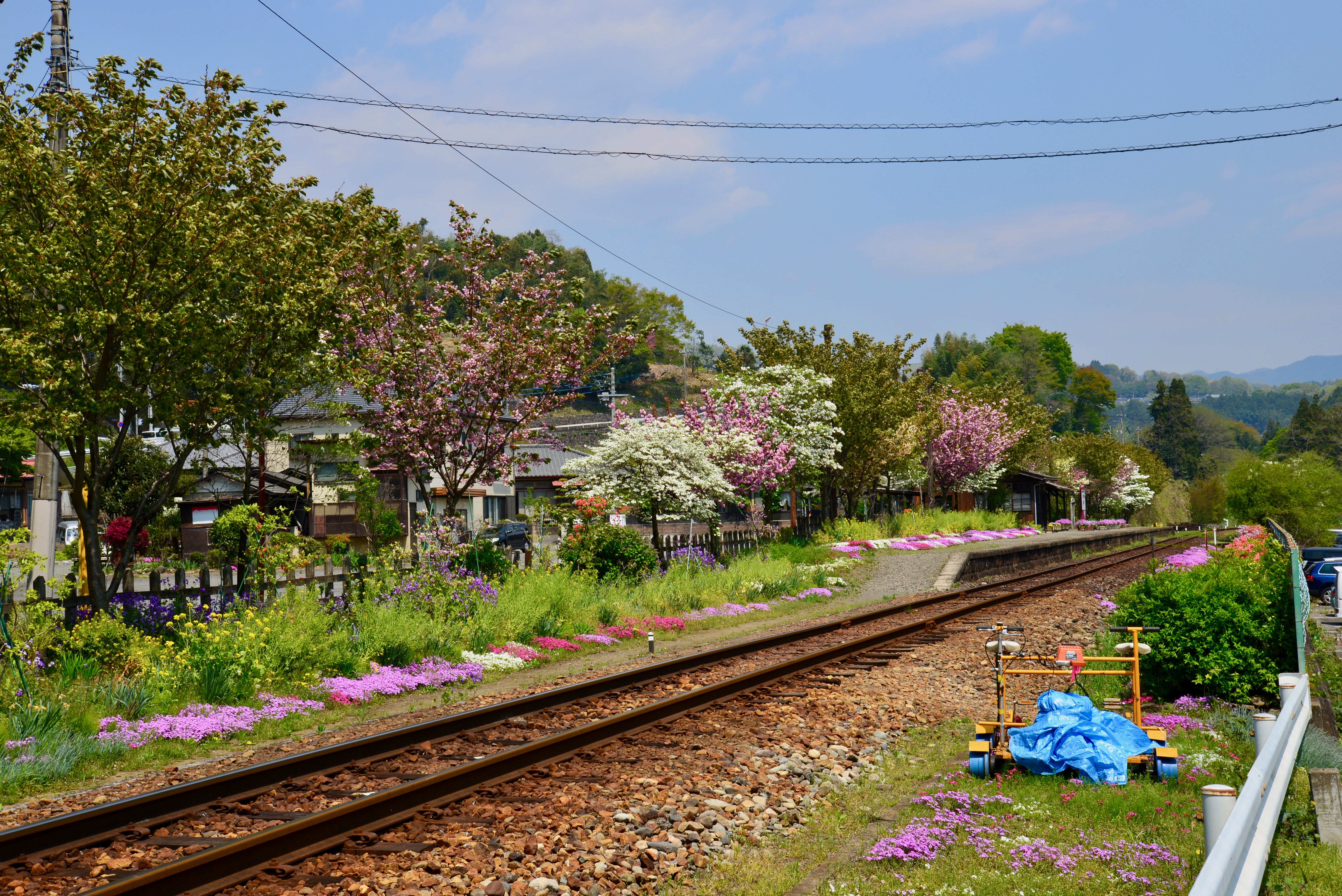
ホーム（2015年）

単式ホーム1面1線を有する地上駅で無人駅である。国鉄の合理化によって棒線化され、以前はタブレットによる通票を扱う相対式2面2線であった。駅より間藤方向に分岐跡の線路が見られる。
開業時から使用されている木造駅舎（昭和初期に増築）は、プラットホームとともに登録有形文化財に登録されている。

## 利用状況
1日の平均乗降人員は以下の通りである。
| 年度   | 1日平均人数 |
| ------ | ----------- |
| 2011年 | 39          |
| 2012年 | 40          |
| 2013年 | 41          |
| 2014年 | 51          |
| 2015年 | 40          |
| 2016年 | 41          |
| 2017年 | 39          |
| 2018年 | 25          |

## 駅周辺
- 旧みどり市立神梅小学校
- 国道122号
- 貴船神社

## その他
2017年1月30日放送の『駅弁刑事・神保徳之助11』（TBSテレビ・月曜名作劇場）において、正名僕蔵演じる被害者初瀬智久の出身地として当駅が登場している。駅弁が販売されていたという設定であるが、前述のとおり無人駅であるため架空の設定となっている。

### 文化財等
登録有形文化財 - 2008年（平成20年）7月8日登録
- 駅本屋及びプラットホーム[2][14]

土木学会選奨土木遺産 - 2016年度（平成28年度）認定
- 駅本屋[8]（わたらせ渓谷鐵道関連施設群の一部として）

## 隣の駅
わたらせ渓谷鐵道
■わたらせ渓谷線
大間々駅（WK05） - 上神梅駅（WK06） - 本宿駅（WK07）